# Lingwicyzm
Lingwicyzm, dyskryminacja językowa – forma przeświadczenia, podobnie jak rasizm czy seksizm. Po raz pierwszy terminu tego użyła lingwistka Tove Skutnabb-Kangas w swojej książce z połowy lat 80. XX wieku o przeświadczeniach w edukacji. W pierwotnym ujęciu lingwicyzmu chodziło o dyskryminację międzyjęzykową (na podstawie języka ojczystego), ale w szerszym znaczeniu lingwicyzm to także dyskryminacja intrajęzykowa (na podstawie używanej odmiany języka).
Lingwicyzm to wydawanie opinii na temat czyjegoś zdrowia, wykształcenia, statusu społecznego itp. oparte na ich zdolnościach językowych czy też nierówne traktowanie za względu na używany język. Lingwicyzm może się przejawiać w manifestowaniu niechęci bądź też jawnej dyskryminacji osób posługujących się daną odmianą języka. Elementy języka, które mogą stać się podstawą do takiego osądu, to: akcent, zasób słów i składnia. Może to również być czyjaś sprawność (lub jej brak) w posługiwaniu się innymi językami, w szczególności w kraju, w których dany język nie obowiązuje. Lingwicyzm, na poziomie intrajęzykowym, bywa związany z ideologią języka standardowego oraz koncepcjami poprawności językowej. Za jego przejaw można uznać komentowanie lub poprawianie cudzych wypowiedzi przez osoby żywiące przekonanie, że „lepiej” znają dany język.
Jako że nieliterackie (niestandardowe) odmiany języka są kojarzone z mniejszościami lub niższymi klasami w społeczeństwie, pod przeświadczeniami językowymi, które dotyczą nieuprzywilejowanych odmian języka, bywa skrywana dyskryminacja grup społecznych. W porównaniu z innymi formami dyskryminacji dyskryminacja językowa cechuje się stosunkowo dużym stopniem akceptacji społecznej.

## Dyskryminacja językowa w Internecie
Dyskryminacja językowa w środowisku internetowym może objawiać się poprzez różne zachowania, takie jak:
1. Wykluczanie w grupach społecznościowych: Osoby popełniające błędy językowe mogą być zniechęcane do uczestnictwa w tematycznych, pomocowych czy lokalnych grupach na platformach takich jak Facebook. To może wynikać z aktów poniżania, wyśmiewania czy piętnowania, które wpływają na ich poczucie własnej wartości i komfort w interakcjach online.
2. Degradacja w grupach branżowych: W grupach związanych z konkretną branżą błędy językowe mogą prowadzić do umniejszania kwalifikacji danej osoby. Nawet niewielka literówka może być wykorzystywana do podważania autorytetu i kompetencji, co może wpłynąć na uczestnictwo w dyskusjach czy udostępnianie wiedzy.
3. Odmawianie prawa do głosu: Osoby popełniające błędy językowe mogą napotykać na sytuacje, gdzie ich wypowiedzi są ignorowane lub odrzucane w dyskusjach. To może prowadzić do ich marginalizacji i odbierania im prawa do wyrażania swoich opinii czy uczestniczenia w rozmowach.
4. Zniechęcanie do udziału w dyskusjach: W wyniku negatywnych reakcji na błędy językowe, wiele osób może czuć się zniechęconych do aktywnego uczestnictwa w internetowych dyskusjach. Może to prowadzić do zubożenia dyskursu poprzez ograniczenie różnorodności perspektyw.
5. Kwestionowanie kompetencji i ról społecznych: Błędy językowe niekiedy są wykorzystywane do kwestionowania kompetencji lub umiejętności w innych sferach życia. Na przykład, osoba, która popełni błąd językowy, może być niesłusznie oceniana jako nieodpowiednia do pełnienia określonej roli społecznej, takiej jak rodzic.

Dyskryminacja językowa w Internecie ma negatywny wpływ na swobodę wyrażania się oraz uczestnictwo różnorodnych grup społecznych w dyskusjach i społecznościach online.